# Андриеш, Андрей Михайлович
Андре́й Миха́йлович Андрие́ш (рум. Andrei Andrieș; 24 октября 1933, Кишинёв — 7 апреля 2012, там же) — молдавский и советский физик.
Кандидат физико-математических наук (1962), педагог, профессор, академик, действительный член АН МССР (1984), президент Академии наук Молдавии (1989—2004); (с 2004 — почётный президент). Лауреат государственной премии Молдавии.
Заслуженный деятель науки Молдавской ССР.

## Биография
В 1956 году окончил физико-математический факультет Кишинёвского университета. Работал учителем физики в школе в селе Лозова Каларашского района, преподавателем в сельскохозяйственном институте Кишинева (ныне Государственный аграрный университет Молдовы). В 1959—1962 учился в аспирантуре ленинградского физико-технического института имени А. Ф. Иоффе.
В 1962 году в Ленинградском государственном педагогическом институте имени А. И. Герцена  защитил кандидатскую диссертацию по теме «Исследование проводимости и фотопроводимости стеклообразных полупроводников в системе Tl-As-Se-Te».
В 1962—1964 — научный сотрудник Института математики и физики АН, учёный секретарь (1964—1971), заведующий лабораторией (1971—1993), директор центра оптоэлектроники (1994) Института прикладной физики академии наук Молдавии. Член КПСС с 1965 года. Позже - секретарь партбюро Академии Наук Молдавской ССР.
В 1984—1989 главный научный секретарь, третий президент Академии наук Молдовы (1989—2004).
В 2004 году был избран почётным президентом Академии наук Молдовы.

## Научная деятельность
Проводил исследования в области оптической электроники и некристаллической полупроводниковой физики, напряженности в конденсированных системах.
Занимался разработкой новых датчиков акустическо-оптических интерферометров.
Инициатор создания ассоциации по предоставлению интернет-услуг для науки, образования и системы здравоохранения Молдавии (RENAM).
Автор более 500 научных работ, включая монографии, автор 45 патентов. Подготовил 17 кандидатов и 8 докторов наук в области физико-математических и технических наук. Среди них: С.Д.Шутов, В.М.Смирнов, М. Йову, В. Чумаш и.др.

## Монографии
- Стеклообразные полупроводники для оптоэлектроники. Кишинёв: Штиинца, 1991. — 197 с.

## Награды и звания
- Орден Республики (Молдавия)
- Государственная премия Молдавской ССР
- Заслуженный деятель науки Молдавской ССР
- Медаль им. академика С. И. Вавилова,
- Международная премия имени С. Р. Овшинского — за выдающиеся достижения в исследовании халькогенидного стекла.
- Почётный член Российской Академии космонавтики им. К. Э. Циолковского,
- Почётный член Румынской академии,
- Doctor Honoris Causa Политехнического университета Бухареста.